# Psychoda pseudalternata
Psychoda pseudalternata är en tvåvingeart som beskrevs av Williams 1946. Psychoda pseudalternata ingår i släktet Psychoda och familjen fjärilsmyggor. Inga underarter finns listade i Catalogue of Life.